# Bandera de Zanzíbar
La bandera de Zanzíbar consta de cuatro colores: negro en su parte central, verde en la inferior, azul claro en la superior y dorado en un detalle en la esquina superior izquierda.
En la esquina superior izquierda aparece la bandera de Tanzania. La anterior bandera, que constaba únicamente de las tres franjas horizontales, junto con la de bandera de Tanganica, inspiró la creación de la bandera de Tanzania.

## Banderas históricas

Bandera del Sultanato de Zanzíbar, del 19 de octubre al 1856 al 27 de agosto de 1896
Bandera del 27 de agosto de 1896 al 10 de diciembre de 1963
Bandera del 10 de diciembre de 1963 al 12 de enero de 1964
Bandera del 12 al 29 de enero de 1964
Bandera del 29 de enero al 26 de abril de 1964
Bandera del 27 de abril de 1964 al 8 de enero de 2005

- Datos: Q1135849
- Multimedia: Flags of Zanzibar / Q1135849